# Kemper Building
Le Kemper Building est un gratte-ciel situé au 1 East Wacker Drive en bordure de la rivière Chicago dans le quartier du Loop à Chicago, dans l'État de l'Illinois (États-Unis). L'immeuble possède 41 étages pour une hauteur de 159 mètres et a été conçu par la firme Shaw, Metz and Associates. Le Kemper Building se trouve à côté de l'un des bâtiments les plus prestigieux du quartier, le 35 East Wacker.